# Pavlice
Pavlice este o comună slovacă, aflată în districtul Trnava din regiunea Trnava. Localitatea se află la altitudinea de 127 m deasupra n.m., se întinde pe o suprafață de 7,63 km2 și în 2017 număra 569 de locuitori.

## Istoric
Localitatea Pavlice este atestată documentar din 1266.

## Demografie
| An:                | 1994 | 2004   | 2014    | 2024   |
| ------------------ | ---- | ------ | ------- | ------ |
| Număr de persoane: | 510  | 484    | 533     | 535    |
| Diferență:         |      | −5,09% | +10,12% | +0,37% |

| An:                | 2023 | 2024   |
| ------------------ | ---- | ------ |
| Număr de persoane: | 532  | 535    |
| Diferență:         |      | +0,56% |